# Fondeur de cloches
Le fondeur de cloches, appelé aussi maître saintier (pour les édifices religieux, tels les églises), a pour métier la fabrication de cloches, en particulier les cloches imposantes placées dans le clocher des églises.
Au-delà de sa technique métallurgique, la valeur professionnelle du fondeur de cloches est de nature musicale puisqu'il s'agit de savoir façonner le métal — le bronze — de manière que le son, ses harmoniques, correspondent à l'attente du client ou de l'auditoire potentiel. Il peut par exemple prendre en compte des facteurs régionaux : le nord de la France demande des sons chauds, l'est de la France demandant des sons plus moelleux, alors que la Bretagne préfère les sons chantants, etc.

## Étymologie
Saintier est dérivé de l'ancien français sain, seing et sin (ce mot survit dans le tocsin qui désigne la cloche). Ces mots sont issus du latin signum « signal » (Grégoire de Tours emploie couramment le terme de signum pour nommer cet instrument au VIe siècle) et indiquent la fonction d'appel et de signalisation religieuse et profane de la cloche.

## En France
Aujourd’hui, il ne reste en France qu'une poignée de fonderies de cloches encore en activité.